# مستر نایس
مستر نایس (انگلیسی: Mr Nice) یک فیلم جنایی درام به کارگردانی برنارد رز و اقتباسی آزاد از خودزندگی‌نامه هاوارد مارکس است که در سال ۲۰۱۰ منتشر شد.

## گزیدهٔ بازیگران
- ریس ایفانز در نقش هاوارد مارکس
- کلویی سونی
- جک هیوستون
- کریسپین گلاور
- دیوید تیولیس
- امید جلیلی
- السا پاتاکی
- اندرو تیرنان
- جیمی هریس
- کریستیان مک‌کی
- کن راسل